# Colectiv
Colectiv (títol internacional: Collective) és un documental de 2019 dirigit pel cineasta romanès Alexander Nanau. La pel·lícula fou estrenada el setembre de 2019 a la 76a Mostra Internacional de Cinema de Venècia i es va començar a projectar als cinemes romanesos el 28 de febrer de 2020. Colectiv fou escollida per Romania com la pel·lícula candidata als Premis Oscar de 2020 en la categoria de millor pel·lícula internacional. Addicionalment, també va obtenir una nominació al millor documental.

## Argument
El 2015 van morir 27 persones a Bucarest arran d'un incendi al club Colectiv, un dels clubs nocturns més populars de la capital romanesa. També molts dels 180 ferits que havien sigut ingressats en diversos hospitals van anar morint al cap de pocs dies i setmanes després de l'accident, víctimes de les lesions provocades per l'incendi.
La pel·lícula utilitza material filmogràfic filmat a la nit de la desgràcia, per exemple l'instant del concert que mostra com el cantant s'adona que alguna cosa s'està cremant, com el fum es propaga ràpidament i com les persones intenten sortir cap a fora.
L'accident va generar una onada de protestes, no només per la manca de mesures de seguretat al club sinó també perquè 37 de les víctimes van morir degut a les precàries condiciones sanitàries dels hospitals als quals havien sigut ingressats. Entre d'altres, els sanitaris van utilitzar desinfectants aigualits. Aquest escàndol surt a la llum per un grup de periodistes del diari Gazeta Sporturilor de l'entorn de Cătălin Tolontan, que posa completament en entredit la sanitat pública de Romania.
A més dels periodistes, a la pel·lícula hi apareixen testimonis anònims, algunes víctimes de l'incendi i diversos funcionaris del govern, centrant-se en determinades persones com la supervivent Mariana Oprea, anomenada Tedy, que va esdevenir una de les cares més conegudes de la catàstrofe. Tedy es veu provant-se una mà artificial i també es deixa fotografiar despullada, mostrant les cicatrius i seqüeles de l'accident. Les imatges es mostren en el marc de la inauguració d'una exposició a la qual hi assisteixen diverses persones que apareixen al film.
La pel·lícula reserva algun temps als comentaris de la doctora Camelia Roiu, empleada al servei d'urgències de l'hospital de cirurgia plàstica de Bucarest, on moltes de les víctimes hi reberen tractament. Roiu fou una de les primeres persones a denunciar les innecessàries infeccions bacterianes que havien sofert les víctimes de l'incendi i altres mancances existent des de feia molt de temps a l'hospital. També Vlad Voiculescu, ex-ministre de sanitat del govern de Cioloș té un paper destacat a la pel·lícula.

## Palmarès
| Premi                                                                      | Data de la cerimònia   | Categoria                             | Resultat  | Ref           |
| -------------------------------------------------------------------------- | ---------------------- | ------------------------------------- | --------- | ------------- |
| 33. Premis del Cinema Europeu                                              | 12 de desembre de 2020 | Millor documental                     | Guanyador | [ 1 ]         |
| Premis del l'organització Boston Society of Film Critics                   | 13 de desembre de 2020 | Millor documental                     | Guanyador | [ 2 ]         |
| Premis de l'Associació de Crítics de Cinema de Los Ángeles (LAFCA) de 2020 | 20 de desembre 2020    | Millor documental                     | Nominat   | [ 3 ]         |
| Premis de l'Associació de Crítics de Cinema de Chicago de 2020             | 21 de desembre de 2020 | Millor pel·lícula estrangera          | Nominat   | [ 4 ]         |
| Premis de l'Associació de Crítics de Cinema de Chicago de 2020             | 21 de desembre de 2020 | Millor documental                     | Nominat   | [ 4 ]         |
| National Society of Film Critics (NSFC)                                    | 9 de gener de 2021     | Millor pel·lícula estrangera          | Guanyador | [ 5 ]         |
| Premis St. Louis Film Critics Association de 2020                          | 18 de gener de 2021    | Millor documental                     | Guanyador | [ 6 ]         |
| Premis St. Louis Film Critics Association de 2020                          | 18 de gener de 2021    | Millor pel·lícula estrangera          | Nominat   | [ 6 ]         |
| Houston Film Critics Society                                               | 18 de gener de 2021    | Millor documental                     | Nominat   | [ 7 ]         |
| San Francisco Bay Area Film Critics Circle                                 | 18 de gener de 2021    | Millor documental                     | Guanyador | [ 8 ]         |
| San Francisco Bay Area Film Critics Circle                                 | 18 de gener de 2021    | Millor pel·lícula estrangera          | Nominat   | [ 8 ]         |
| Online Film Critics Society                                                | 25 de gener de 2021    | Millor documental                     | Nominat   | [ 9 ]         |
| Online Film Critics Society                                                | 25 de gener de 2021    | Millor pel·lícula estrangera          | Nominat   | [ 9 ]         |
| National Board of Review                                                   | 26 de gener de 2021    | Millor pel·lícula estrangera          | Nominat   | [ 10 ]        |
| London Film Critics Circle                                                 | 7 de febrer de 2021    | Documental de l'any                   | Guanyador | [ 11 ] [ 12 ] |
| London Film Critics Circle                                                 | 7 de febrer de 2021    | Pel·lícula estrangera de l'any        | Nominat   | [ 11 ] [ 12 ] |
| London Film Critics Circle                                                 | 7 de febrer de 2021    | Pel·lícula de l'any                   | Nominat   | [ 11 ] [ 12 ] |
| Toronto Film Critics Association (TFCA)                                    | 7 de febrer de 2021    | Millor documental                     | Guanyador | [ 13 ]        |
| Washington D.C. Area Film Critics Association (WAFCA)                      | 8 de febrer de 2021    | Millor documental                     | Nominat   | [ 14 ]        |
| 25è Premis Satellite                                                       | 15 de febrer de 2021   | Millor documental                     | Guanyador | [ 15 ]        |
| 26. Premis de la Crítica Cinematogràfica                                   | 7 de març de 2021      | Millor pel·lícula estrangera          | Nominat   | [ 16 ]        |
| Premi BAFTA                                                                | 11 d'abril de 2021     | Millor documental                     | Pendent   | [ 17 ]        |
| 36. Premis Independent Spirit                                              | 22 April 2021          | Millor documental                     | Pendent   | [ 18 ]        |
| Premis Oscar de 2020                                                       | 25 d'abril de 2021     | Millor pel·lícula de parla no anglesa | Pendent   | [ 19 ]        |
| Premis Oscar de 2020                                                       | 25 d'abril de 2021     | Millor documental                     | Pendent   | [ 19 ]        |